# تشارلز إتش بينيت (ضابط)

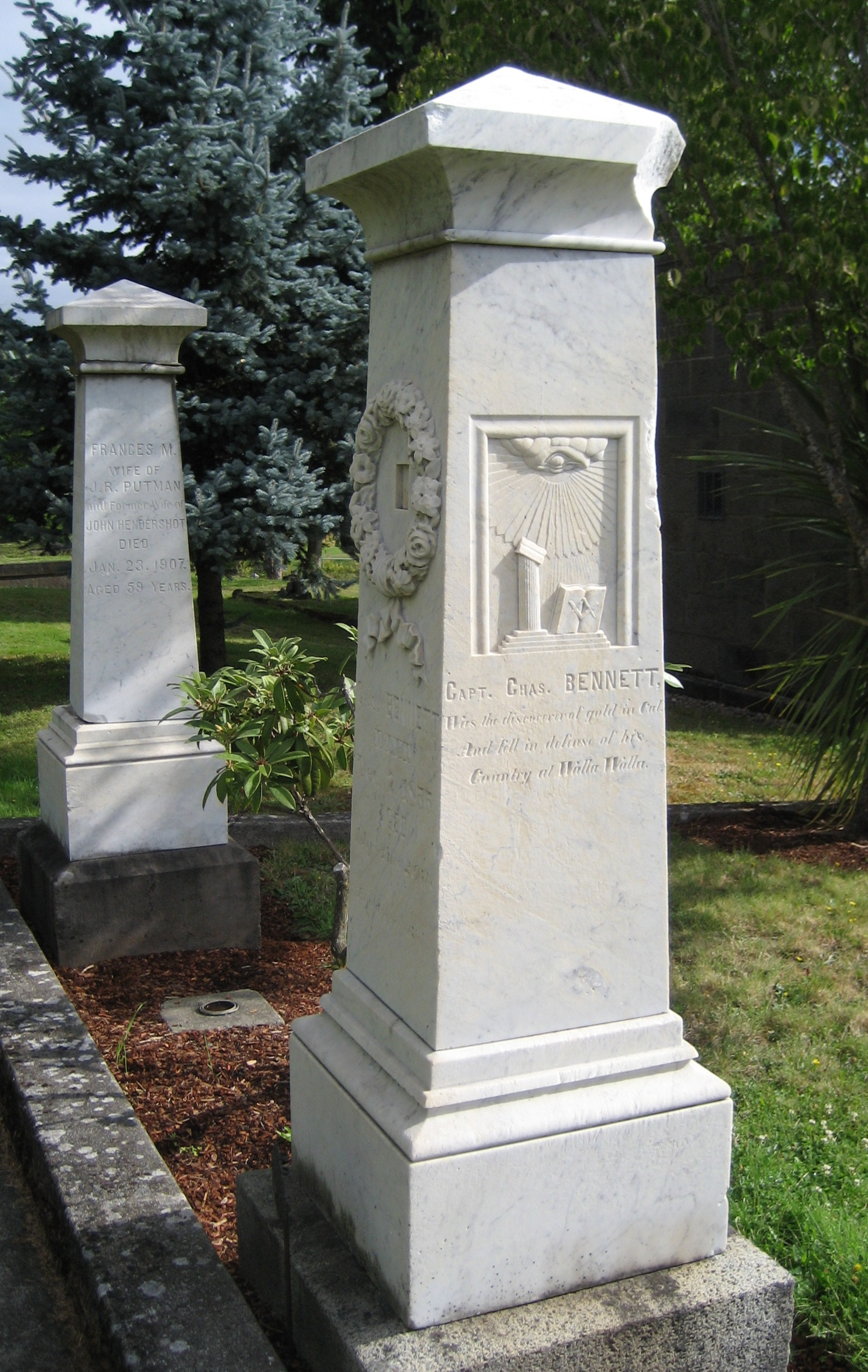
قبر تشارلز إتش بينيت

تشارلز إتش بينيت (بالإنجليزية: Charles H. Bennett)‏ هو ضابط أمريكي، ولد في 18 أغسطس 1811، وتوفي في 7 ديسمبر 1855 في والا والا في الولايات المتحدة.